# His Greatest Misses
His Greatest Misses – składankowy album Roberta Wyatta nagrany w latach 1974–2003 oraz wydany w październiku 2004 r.

## Historia i charakter albumu
Album ten został początkowo wydany jedynie w Japonii, niezwykle starannie, w okładce typu "digipack".
Prawie wszystkie utwory ukazały się uprzednio na innych albumach. Wyjątkiem są: przedłużona wersja "I'm Believer", oryginalna wersja którego została wydana na stronie A singla wydanego w 1974 r., "Shipbuilding", który był stroną A singla wydanego w 1982 r. i "Memories of You", który ukazał się jako strona B singla "Shipbuilding".
Wszystkie te trzy utwory zostały także umieszczone na zbiorczym albumie EPs wydanym w 1999 r.
Płyta zbiera jedne z najciekawszych i najpiękniejszych utworów nagranych przez Roberta Wyatta od 1974 do 2003 r. Znajdują się tu kompozycje bardzo różnorodne stylistyczne, które można zaliczyć do art rocka, rocka progresywnego, jazz rocka, ambient i muzyki eksperymentalnej.
Tytuł sugeruje żal, że te utwory zostały przegapione przez szerszą publiczność.

## Muzycy
- Robert Wyatt – śpiew (wszystkie utwory), instrumenty klawiszowe (3, 4, 6, 7, 12, 16), instrumenty perkusyjne (3, 4, 12), gitara basowa (3), bęben (6), trąbka (16), pianino (17)
- Brian Eno – chórek (3), syntezator (3),
- Jamie Johnson – gitara (3)
- Paul Weller – gitara (4), chórek (4)
- Fred Frith – skrzypce (5), gitara (5), pianino (15)
- Richard Sinclair – gitara basowa (5, 6, 7)
- Nick Mason – perkusja (5), producent (5)
- Laurie Allan – perkusja (7)
- Ivor Cutler – śpiew (7), koncertyna barytonowa (7)
- Mike Oldfield – gitara (7)
- Bill MacCormick – gitara basowa (8)
- Gary Windo – klarnet basowy (8)
- Gary Azukx – bębny djembe (12)
- Phil Manzanera – gitara (12)
- Chucho Merchan – gitara basowa (12), bęben basowy (12)
- Dave MacRae – instrumenty klawiszowe (14)
- Karen Mantler – śpiew (16), harmonijka ustna (16)
- Annie Whitehead – puzon (17)
- Yaron Stavi – kontrabas (17)

## Lista utworów
| 1.  | P.L.A. (Wyatt)                                                 | 2:29 – (Old Rottenhat)                 |
|     |                                                                |                                        |
| 2.  | Worship (Benge/Wyatt)                                          | 5:50 – (Dondestan)                     |
|     |                                                                |                                        |
| 3.  | Heaps of Sheeps (Benge/Wyatt)                                  | 4:58 – (Shleep)                        |
|     |                                                                |                                        |
| 4.  | Free Will and Testament (Wyatt/Kramer)                         | – (Shleep)                             |
|     |                                                                |                                        |
| 5.  | I'm Believer (Neil Diamond)                                    | 4:56 – (EPs])[a]                       |
|     |                                                                |                                        |
| 6.  | Sea Song (Wyatt)                                               | 6:25 – (Rock Bottom)                   |
|     |                                                                |                                        |
| 7.  | Little Red Robin Hood Hit the Road (Wyatt)                     | 6:09 – (Rock Bottom)                   |
|     |                                                                |                                        |
| 8.  | Solar Flares (Wyatt)                                           | 5:36 – (Ruth Is Stranger Than Richard) |
|     |                                                                |                                        |
| 9.  | At Last I Am Free (Nile Rogers/Bernard Edwards)                | 4:18 – (Nothing Can Stop Us)           |
|     |                                                                |                                        |
| 10. | Arauco (Violetta Parra)                                        | 4:35 – (Nothing Can Stop Us)           |
|     |                                                                |                                        |
| 11. | The Age of Self (Wyatt)                                        | 2:51 – (Old Rottenhat)                 |
|     |                                                                |                                        |
| 12. | Alien (Wyatt)                                                  | 6:50 – (Shleep)                        |
|     |                                                                |                                        |
| 13. | Shipbuilding (C. Ianger/Elvis Costello)                        | 3:04 – (ESP)[b]                        |
|     |                                                                |                                        |
| 14. | Memories of You (Eubie Blacke/Andreamenentania Razafinkeriefo) | 2:59 – (ESP)                           |
|     |                                                                |                                        |
| 15. | Muddy Mouse (b) (Fred Frith/Wyatt)                             | 0:51 – (Ruth Is Stranger Then Richard) |
|     |                                                                |                                        |
| 16. | Mister E. (Karen Mantler)                                      | 4:21 – (Cuckooland)                    |
|     |                                                                |                                        |
| 17. | Foreign Accents (Wyatt)                                        | 3:48 – (Cuckooland)                    |
|     |                                                                |                                        |
|     |                                                                | 00:00                                  |
|     |                                                                |                                        |

## Opis płyty
- Data nagrania – 1974, 1975, 1982, 1986, 1997, 2003
- Projekt artystyczny (okładka) – Alfreda Benge z wykorzystaniem szkiców 6-letniego Roberta Wyatta
- Długość – 74:23
- Firma nagraniowa – Videoarts Music
- Data wydania – 5 października 2004
- Numer katalogowy – VACK 11282

Inne wydania
- Firma nagraniowa – Hannibal
- Data wydania – 2005
- Numer katalogowy – HNCD 1473